# 沙托勞爾堯烏伊海伊

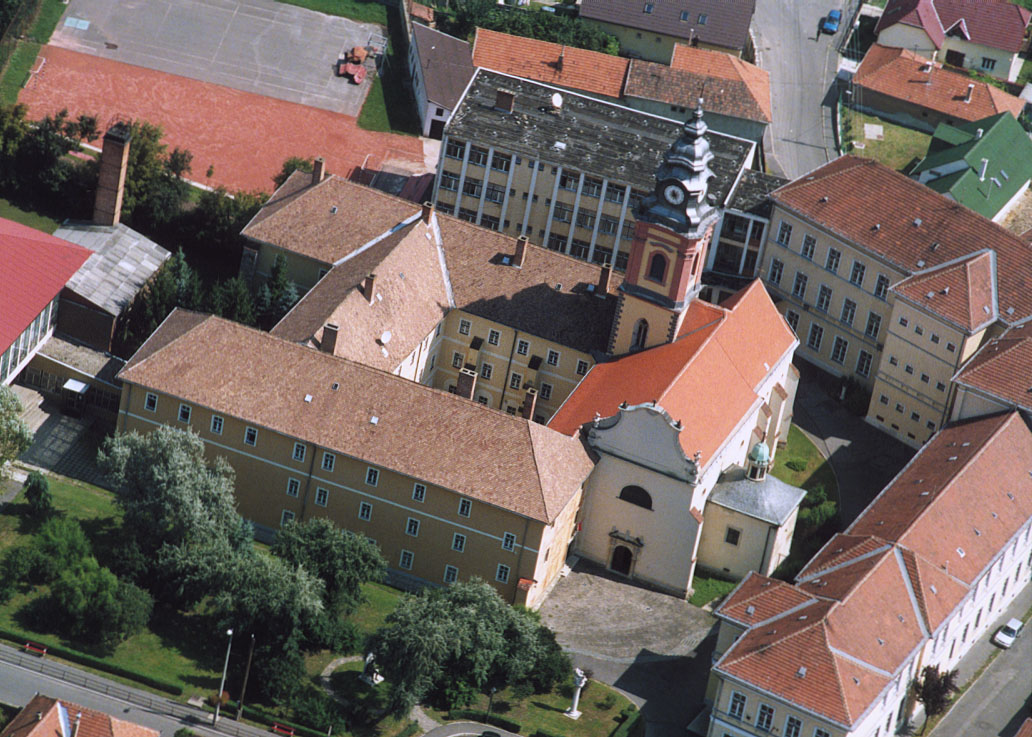

沙托勞爾堯烏伊海伊是匈牙利的城鎮，位於該國東北部，距離首府米什科爾茨82公里，由包爾紹德-奧包烏伊-曾普倫州負責管轄，面積73.45平方公里，海拔高度190米，2011年人口15,619，其中約四成居民信奉天主教。

## 外部連結
- （匈牙利文） Municipal website （页面存档备份，存于）

48°24′N 21°40′E / 48.400°N 21.667°E